# (20372) Juliafanning
(20372) Juliafanning (1998 KS35) – planetoida z pasa głównego asteroid okrążająca Słońce w ciągu 3,48 lat w średniej odległości 2,3 j.a. Odkryta 22 maja 1998 roku.